# ارکیده درازگوش لیمویی
ارکیده درازگوش لیمویی (نام علمی: Diuris abbreviata) نام یک گونه از سرده ارکیده‌های درازگوش است.